# Liste von Auszeichnungen von Zhao Wei
Diese Seite stellt eine Liste von Auszeichnungen und Ehrungen der Chinesisch Film-, Fernsehschauspielerin Zhao Wei (* 1976) dar.

## Bedeutende Film- und Fernsehpreise

### Asian Film Awards
| Jahr | Film         | Kategorie               | Ergebnis    |
| ---- | ------------ | ----------------------- | ----------- |
| 2009 | Painted Skin | Beste Hauptdarstellerin | Nominierung |
| 2015 | Dearest      | Beste Hauptdarstellerin | Nominierung |

### Asia-Pacific Film Festival
| Jahr | Film                 | Kategorie               | Ergebnis    |
| ---- | -------------------- | ----------------------- | ----------- |
| 2002 | Chinese Odyssey 2002 | Beste Nebendarstellerin | Nominierung |

### Chunyan Awards
| Jahr | Film         | Kategorie               | Ergebnis     |
| ---- | ------------ | ----------------------- | ------------ |
| 2012 | Painted Skin | Beste Hauptdarstellerin | Auszeichnung |

### Golden Eagle Awards
| Jahr | Film             | Kategorie               | Ergebnis     |
| ---- | ---------------- | ----------------------- | ------------ |
| 1999 | My Fair Princess | Beste Hauptdarstellerin | Auszeichnung |

### Golden Horse Film Festival
| Jahr | Film                           | Kategorie               | Ergebnis    |
| ---- | ------------------------------ | ----------------------- | ----------- |
| 2002 | Chinese Odyssey 2002           | Beste Nebendarstellerin | Nominierung |
| 2006 | The Postmodern Life of My Aunt | Beste Nebendarstellerin | Nominierung |
| 2013 | So Young                       | Beste Erstlingswerk     | Nominierung |
| 2014 | Dearest                        | Beste Hauptdarstellerin | Nominierung |

### Goldener Hahn
| Jahr | Film         | Kategorie               | Ergebnis     |
| ---- | ------------ | ----------------------- | ------------ |
| 2009 | Painted Skin | Beste Hauptdarstellerin | Nominierung  |
| 2013 | So Young     | Beste Erstlingswerk     | Auszeichnung |
| 2015 | Dearest      | Beste Hauptdarstellerin | Nominierung  |

### Feitian Awards
| Jahr | Film             | Kategorie               | Ergebnis    |
| ---- | ---------------- | ----------------------- | ----------- |
| 2007 | Moment in Peking | Beste Hauptdarstellerin | Nominierung |

### Filmfestival Changchun
| Jahr | Film                            | Kategorie               | Ergebnis     |
| ---- | ------------------------------- | ----------------------- | ------------ |
| 2006 | A Time to Love                  | Beste Hauptdarstellerin | Auszeichnung |
| 2010 | Mulan – Legende einer Kriegerin | Beste Hauptdarstellerin | Auszeichnung |

### Hong Kong Film Awards
| Jahr | Film                            | Kategorie                                      | Ergebnis     |
| ---- | ------------------------------- | ---------------------------------------------- | ------------ |
| 2008 | The Postmodern Life of My Aunt  | Beste Nebendarstellerin                        | Nominierung  |
| 2009 | Red Cliff Part I                | Beste Nebendarstellerin                        | Nominierung  |
| 2010 | Red Cliff Part II               | Beste Nebendarstellerin                        | Nominierung  |
| 2010 | Mulan – Legende einer Kriegerin | Beste Hauptdarstellerin                        | Nominierung  |
| 2014 | So Young                        | Best Chinese Language Film from the Two Coasts | Auszeichnung |
| 2015 | Dearest                         | Beste Hauptdarstellerin                        | Auszeichnung |

### Hong Kong Film Critics Society Awards
| Jahr | Film    | Kategorie               | Ergebnis     |
| ---- | ------- | ----------------------- | ------------ |
| 2015 | Dearest | Beste Hauptdarstellerin | Auszeichnung |

### Huabiao Awards
| Jahr | Film           | Kategorie               | Ergebnis     |
| ---- | -------------- | ----------------------- | ------------ |
| 2005 | A Time to Love | Beste Hauptdarstellerin | Auszeichnung |

### Hundred Flowers Awards
| Jahr | Film                            | Kategorie               | Ergebnis     |
| ---- | ------------------------------- | ----------------------- | ------------ |
| 2004 | Wächter über Himmel und Erde    | Beste Hauptdarstellerin | Nominierung  |
| 2010 | Mulan – Legende einer Kriegerin | Beste Hauptdarstellerin | Auszeichnung |
| 2014 | So Young                        | Beste Regie             | Auszeichnung |
| 2016 | Dearest                         | Beste Hauptdarstellerin | Nominierung  |

### Internationales Filmfestival Shanghai
| Jahr | Film                          | Kategorie                   | Ergebnis     |
| ---- | ----------------------------- | --------------------------- | ------------ |
| 2005 | A Time to Love                | Beste Hauptdarstellerin     | Auszeichnung |
| 2007 | The Longest Night in Shanghai | Attraktivste Schauspielerin | Auszeichnung |

### Shanghai Film Critics Awards
| Jahr | Film                                        | Kategorie               | Ergebnis     |
| ---- | ------------------------------------------- | ----------------------- | ------------ |
| 2010 | Mulan – Legende einer Kriegerin & 14 Blades | Beste Hauptdarstellerin | Auszeichnung |
| 2013 | So Young                                    | Beste Erstlingswerk     | Auszeichnung |

### Studentenfilmfestival Peking
| Jahr | Film                                                         | Kategorie                | Ergebnis     |
| ---- | ------------------------------------------------------------ | ------------------------ | ------------ |
| 2004 | Wächter über Himmel und Erde                                 | Beste Hauptdarstellerin  | Nominierung  |
| 2004 | Wächter über Himmel und Erde                                 | Lieblings Schauspielerin | Auszeichnung |
| 2007 | The Longest Night in Shanghai The Postmodern Life of My Aunt | Lieblings Schauspielerin | Auszeichnung |
| 2010 | 14 Blades                                                    | Lieblings Schauspielerin | Auszeichnung |
| 2014 | So Young                                                     | Beste Erstlingswerk      | Nominierung  |
| 2015 | Dearest                                                      | Beste Hauptdarstellerin  | Auszeichnung |

## Musik

### MTV Asia Awards
| Jahr | Kategorie                                  | Ergebnis     |
| ---- | ------------------------------------------ | ------------ |
| 2006 | Lieblings Künstler der Volksrepublik China | Auszeichnung |